# موضوعی برای حل و فصل
موضوعی برای حل و فصل (لهستانی: Sprawa do zalatwienia) یک فیلم کمدی به کارگردانی یان فتکه و یان ریبکوفسکی است که در سال ۱۹۵۳ منتشر شد.

## گزیدهٔ بازیگران
- آدولف دیمشا
- هانکا بیه‌لیتسکا
- ادوارد جیوینسکی
- ایرنا کفیاتکوفسکا
- یوزف کندرات
- یان کورناکوویچ
- استانیسواف واپینسکی
- کاژیمیش اوپالینسکی
- لخ اردن
- زوفیا یامری
- ماریا کوتربسکا
- کلمنس میلچارک
- واندا یاکوبینسکا